# Croonenberghs

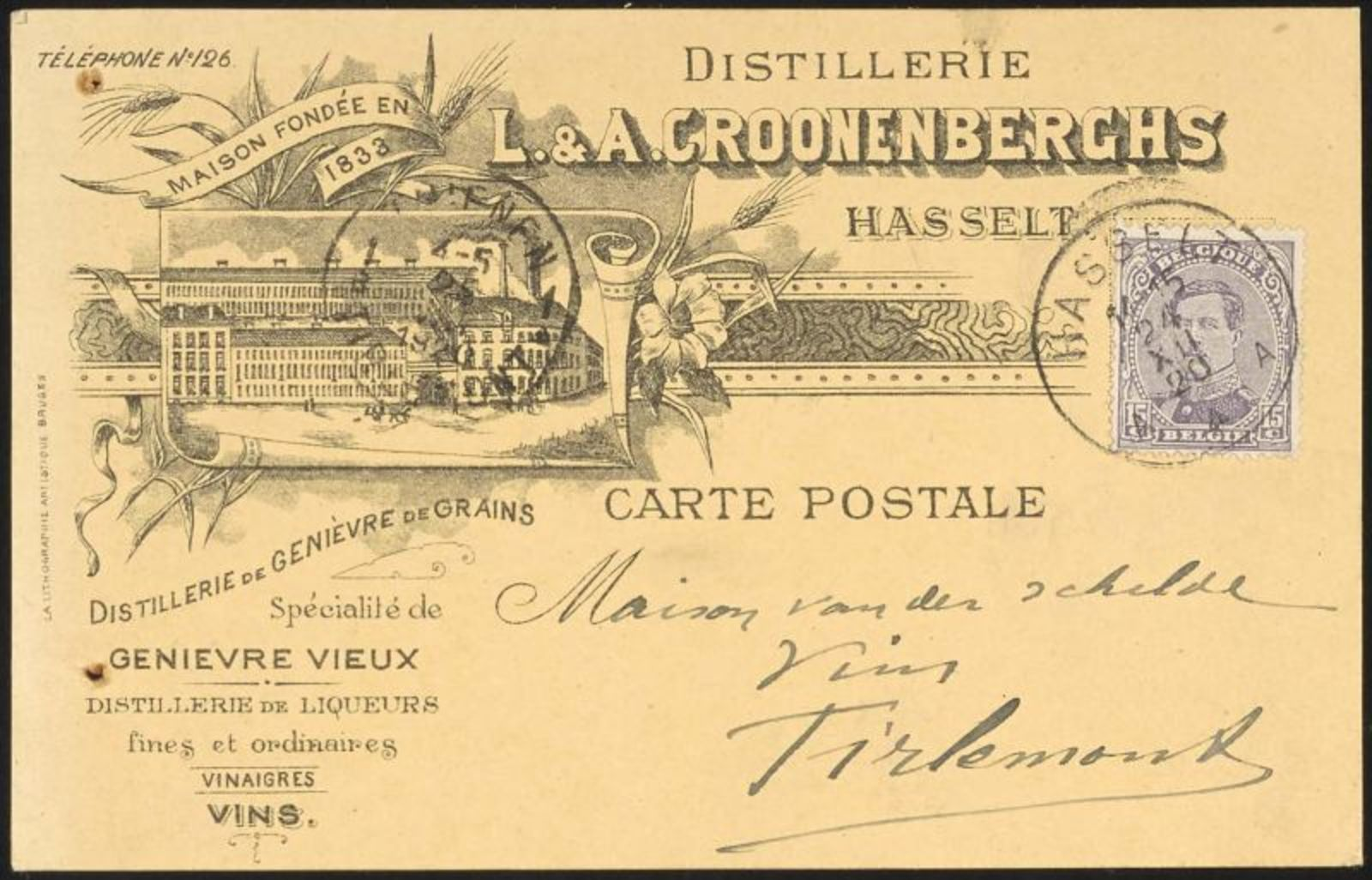
Briefkaart voor stokerij Croonenberghs

Croonenberghs was een jeneverstokerij in Hasselt opgericht in 1833.

## Geschiedenis
In 1833 begint de weduwe Nicholaes Bastijns een stokerij in een azijnfabriek in het huis 'In de Duyve' aan de Nieuwstraat (huidige Koning Albertstraat) in Hasselt. Wanneer Louis Croonenberghs (1804-1879) met Francine Bastijns in 1944 trouwt, komt de zaak op zijn naam te staan. Hij baat het bedrijf uit samen met zijn zonen. De volgende jaren staat 'In de Duyve' niet enkel bekend als een stokerij en azijnfabriek, maar ook als brouwerij.
In 1862 neemt de zoon van Louis, Auguste Croonenberghs (1837-1890), een participatie in de stokerij van François Farcy aan de Martelarenlaan. De familie koopt daarbij ook de omliggende gronden van deze stokerij. Twee jaar later krijgt de familie het volledige bedrijvencomplex van Farcy in handen. In 1875 wordt het gebouw in de de Nieuwstraat verkocht en wordt de zaak overgebracht naar de Martelarenlaan.
Op het einde van de negentiende eeuw (ca. 1896/1897) week de stokerij verder uit naar het huis de Groote Brandewijnsketel aan de Zuivelmarkt, een deel van de stokerij van Nys. In 1902 neemt Louis Croonenberghs de volledige stokerij Nys over.
Rond 1958 wordt de merknaam Croonenberghs overgekocht door stokerij Severy, die dan op zijn beurt in 1974 door stokerij Fryns overgekocht wordt.

## Producten
- Jenever Oud Hasselt
- Bergh's Schiedam
- Gezondheidslikeur Hasselt Boven